# Segretari della Democrazia Cristiana
Questo è l'elenco dei segretari nazionali della Democrazia Cristiana.

## Elenco
| N°.  | N°. | Immagine | Segretario (Nascita–Morte)       | Mandato           | Mandato           |
| ---- | --- | -------- | -------------------------------- | ----------------- | ----------------- |
| 1    |     |          | Alcide De Gasperi (1881–1954)    | 31 luglio 1944    | 22 settembre 1946 |
| 2    |     |          | Attilio Piccioni (1892–1976)     | 22 settembre 1946 | 11 gennaio 1949   |
| 3    |     |          | Giuseppe Cappi (1883–1963)       | 11 gennaio 1949   | 20 giugno 1949    |
| 4    |     |          | Paolo Emilio Taviani (1912–2001) | 20 giugno 1949    | 16 aprile 1950    |
| 5    |     |          | Guido Gonella (1905–1982)        | 16 aprile 1950    | 28 settembre 1953 |
| (1)  |     |          | Alcide De Gasperi (1881–1954)    | 28 settembre 1953 | 16 luglio 1954    |
| 6    |     |          | Amintore Fanfani (1908–1999)     | 16 luglio 1954    | 14 marzo 1959     |
| 7    |     |          | Aldo Moro (1916–1978)            | 14 marzo 1959     | 27 gennaio 1964   |
| 8    |     |          | Mariano Rumor (1915–1990)        | 27 gennaio 1964   | 19 gennaio 1969   |
| 9    |     |          | Flaminio Piccoli (1915–2000)     | 19 gennaio 1969   | 9 novembre 1969   |
| 10   |     |          | Arnaldo Forlani (1925–2023)      | 9 novembre 1969   | 18 giugno 1973    |
| (6)  |     |          | Amintore Fanfani (1908–1999)     | 18 giugno 1973    | 25 luglio 1975    |
| 11   |     |          | Benigno Zaccagnini (1912–1989)   | 25 luglio 1975    | 5 marzo 1980      |
| (9)  |     |          | Flaminio Piccoli (1915–2000)     | 5 marzo 1980      | 5 maggio 1982     |
| 12   |     |          | Ciriaco De Mita (1928–2022)      | 5 maggio 1982     | 22 febbraio 1989  |
| (10) |     |          | Arnaldo Forlani (1925–2023)      | 22 febbraio 1989  | 12 ottobre 1992   |
| 13   |     |          | Mino Martinazzoli (1931–2011)    | 12 ottobre 1992   | 18 gennaio 1994   |